# Овсянников, Николай Гаврилович
Николай Гаврилович Овсянников (ноябрь 1909 года, Российская империя — 22 октября 1975 года, Москва, РСФСР) — советский государственный деятель, председатель Государственного комитета Совета Министров РСФСР по использованию и охране поверхностных и подземных водных ресурсов (1960—1961).

## Биография
Член ВКП(б) с 1930 г. Окончил школу фабрично-заводского ученичества, в 1936 г. — Московский институт инженеров водного хозяйства.
- 1936—1937 гг. — в геотехнической лаборатории Управления по изысканиям Волго-Донского канала Народного комиссариата водного транспорта СССР,
- 1937 г. — начальник управления по изысканиям Волго-Донского канала Народного комиссариата водного транспорта СССР,
- 1937—1960 гг. — директор Государственного проектного научно-исследовательского института водного транспорта Народного комиссариата водного транспорта СССР, главный государственный контролёр Министерства государственного контроля СССР, первый заместитель министра речного флота СССР,
- 1960—1961 гг. — председатель Государственного комитета Совета Министров РСФСР по использованию и охране поверхностных и подземных водных ресурсов,
- 1961 — председатель Экзаменационной комиссии, член Научно-Технического Совета Гидромелиоративного института.

С 1965 г. — заместитель министра мелиорации и водного хозяйства РСФСР, председатель Президиума Центрального Совета Всероссийского общества охраны природы, главный государственный инспектор по охране и использованию водных ресурсов РСФСР.
Похоронен на Введенском кладбище (29 уч.).

## Награды и звания
Награждён орденами Ленина, Октябрьской Революции, двумя орденами Трудового Красного Знамени, орденами Отечественной Войны II степени и «Знак Почёта».
Заслуженный мелиоратор РСФСР.